# Saleen S5S Raptor
La Saleen S5S Raptor est un concept car de voiture de sport hybride créé par le constructeur américain Saleen en 2008.